# Exetastes rufiventris
Exetastes rufiventris là một loài tò vò trong họ Ichneumonidae.